# Анкашский кечуа
Анкашский кечуа (исп. quechua ancashino ) — это язык, относящийся к группе центральных кечуанских языков. Распадается на несколько взаимопонятных диалектов. Общее число носителей — около 1 миллиона человек.

## Распространение
Анкашский кечуа распространён на большей части региона Анкаш, главном образом в высокогорных районах, а также в провинциях Мараньон, Уакайбамба и Уамалиес, департамента Уануко. Однако многие изоглоссы анкашского кечуа присутствуют и в других кечуанских диалектах Уануко, юга Анкаша и провинции Кахатамбо.

## Фонология

### Вокализм
Анкашский кечуа имеет три гласных кратких фонемы и три долгих гласных фонемы.
|                  | передние | средние | задние |
| верхние          | iː       |         | uː     |
| ненапряж.верхние | ɪ        |         | ʊ      |
| ненапряж. нижние |          | ɐ       |        |
| нижние           | aː       |         |        |

Аллофоны /e̞/ и /o̞/ (фонем /ɪ/ и /ʊ/ соответственно) произносятся при контакте с /q/.
В Кальехон-де-Уайлас, равно как и в некоторых прилегающих районах встречается явление монофтонгизации (переход некоторых дифтонгов в долгие монофтонги). Кроме того, в этой области долгие гласные могут возникать в результате удлинения.
|   | Сегмент | Монофтонгизация           | Пример   | Пример   | Перевод           |
| ɐ | /ɐj/    | [eː]                      | /ɐjwɐj/  | [eːweː]  | идти              |
| ɐ | /ɐw/    | [oː]                      | /jɐw/    | [joː]    | эй                |
| ɪ | /ɪj/    | [iː] *(во всех диалектах) | /pʊrɪj/  | [pʊɾiː]  | ходить            |
| ɪ | /ɪː/    | [eː]                      | /pʊriː/  | [pʊɾeː]  | [я] хожу          |
| ʊ | /ʊj/    | [iː]                      | /tiːpʊj/ | [tiːpiː] | биться (о сердце) |
| ʊ | /ʊː/    | [oː]                      | /ʊɾkʊː/  | [ʊɾkoː]  | мой лоб           |

### Консонантизм
|                           |                           | Губные | Альвеолярные | Постальвеолярные | Ретрофлексные | Палатальные | Заднеязычные | Увулярные | Глоттальные |
| ------------------------- | ------------------------- | ------ | ------------ | ---------------- | ------------- | ----------- | ------------ | --------- | ----------- |
| Взрывные                  | Взрывные                  | p      | t            |                  |               |             | k            | q         |             |
| Аффрикаты                 | Аффрикаты                 |        | ʦ            | t͡ʃ               | ʈʂ            |             |              |           |             |
| Фрикативные               | Глухие                    |        | s            | ʃ                |               |             |              | χ         | h           |
| Фрикативные               | Звонкие                   |        |              |                  |               |             |              | ʁ         |             |
| Носовые                   | Носовые                   | m      | n            |                  |               | ɲ           |              |           |             |
| Центральные аппроксиманты | Центральные аппроксиманты | w      | ɾ            |                  |               | j           |              |           |             |
| Боковые аппроксиманты     | Боковые аппроксиманты     |        | l            |                  |               | ʎ           |              |           |             |

## Письменность
- Алфавит коронгского анкашского кечуа: A a, Ä ä, B b, C c, Ch ch, Ćh ćh, D d, E e, Ë ë, F f, G g, I i, Ï ï, J j, K k, L l, Ll ll, M m, N n, Ñ ñ, O o, Ö ö, P p, Q q, R r, rr, S s, Sh sh, T t, Ts ts, U u, Ü ü, W w, Y y[1].
- Алфавит северокончукосского анкашского кечуа: A a, Ä ä, B b, C c, Ch ch, D d, E e, Ë ë, F f, G g, I i, Ï ï, J j, L l, Ll ll, M m, N n, Ñ ñ, O o, Ö ö, P p, R r, rr, S s, Sh sh, T t, Ts ts, U u, Ü ü, W w, Y y[2]
- Алфавит уайласского анкашского кечуа: A a, Aa aa, (B b), Ch ch, (D d), E e, Ee ee, (F f), (G g), I i, Ii ii, (J j), K k, L l, Ll ll, M m, N n, Ñ ñ, O o, Oo oo, P p, Q q, R r, S s, Sh sh, T t, Ts ts, U u, Uu uu, W w, Y y. Буквы в скобках используются только в заимствованиях из испанского[3].